# Hoa hậu Hòa bình Quốc tế
Hoa hậu Hòa bình Quốc tế (tiếng Anh: Miss Grand International) là một cuộc thi sắc đẹp quốc tế thường niên được tổ chức lần đầu vào năm 2013. Cuộc thi được sáng lập và đặt trụ sở tại thành phố Băng Cốc, Thái Lan, được điều hành bởi Nawat Itsaragrisil và hướng tới thông điệp Chấm dứt chiến tranh và bạo lực. Từ năm 2020, một khẩu hiệu mới được đưa ra là Chúng ta là tổ chức lớn nhất và duy nhất.
Đương kim Hoa hậu Hòa bình Quốc tế là Rachel Gupta đến từ Ấn Độ được trao vương miện vào ngày 25 tháng 10 năm 2024 tại Băng Cốc, Thái Lan.

## Cuộc thi

### Lịch sử
Năm 2013, trước diễn biến của cuộc khủng hoảng chính trị Thái Lan, Nawat Itsaragrisil từ bỏ chức vụ Giám đốc của cuộc thi Hoa hậu Thế giới Thái Lan và thành lập hai cuộc thi sắc đẹp mới là Hoa hậu Hòa bình Thái Lan và Hoa hậu Hòa bình Quốc tế với mục đích tuyên truyền về hòa bình, chấm dứt các cuộc bạo lực, chiến tranh và xung đột. Cuộc thi ban đầu lấy khẩu hiệu No mob, Stop the Wars (Không bạo loạn, không chiến tranh) và về sau được đổi thành Stop the war and violence (Chấm dứt chiến tranh và bạo lực). Từ năm 2013 đến năm 2017, kênh truyền hình Channel 7 là đơn vị bảo trợ truyền thông chính thức của cuộc thi. Sau đó, Nawat đã chấm dứt hợp đồng và chuyển sang phát hành cuộc thi trên các nền tảng trực tuyến.

### Các Hoa hậu Hòa bình Quốc tế gần đây
| Năm  | Người chiến thắng                             | Đến từ quốc gia    | Số lượng tham gia | Địa điểm tổ chức      | Nước chủ nhà |
| ---- | --------------------------------------------- | ------------------ | ----------------- | --------------------- | ------------ |
| 2027 | TBA                                           | TBA                | TBA               | TBA                   | Việt Nam     |
| 2025 | TBA                                           | TBA                | TBA               | TBA                   | Thái Lan     |
| 2024 | Christine Juliane Opiaza                      | Philippines        | 69                | Băng Cốc              | Thái Lan     |
| 2023 | Luciana Fuster                                | Peru               | 69                | Thành phố Hồ Chí Minh | Việt Nam     |
| 2022 | Isabella Menin                                | Brazil             | 68                | Bali                  | Indonesia    |
| 2021 | Nguyễn Thúc Thùy Tiên                         | Việt Nam           | 59                | Băng Cốc              | Thái Lan     |
| 2020 | Abena Appiah                                  | Hoa Kỳ             | 63                | Băng Cốc              | Thái Lan     |
| 2019 | Valentina Figuera                             | Venezuela          | 60                | Caracas               | Venezuela    |
| 2018 | Clara Sosa                                    | Paraguay           | 75                | Yangon                | Myanmar      |
| 2017 | María José Lora                               | Peru               | 77                | Phú Quốc              | Việt Nam     |
| 2016 | Ariska Putri Pertiwi                          | Indonesia          | 74                | Las Vegas             | Hoa Kỳ       |
| 2015 | Anea García (Bị truất ngôi)                   | Cộng hòa Dominican | 78                | Băng Cốc              | Thái Lan     |
| 2015 | Claire Elizabeth Parker (Thay thế/Truất ngôi) | Úc                 | 78                | Băng Cốc              | Thái Lan     |
| 2014 | Daryanne Lees                                 | Cuba               | 85                | Băng Cốc              | Thái Lan     |

## Địa điểm
- Từ khi được thành lập vào năm 2013 đến năm 2015, cuộc thi Hoa hậu Hòa bình Quốc tế đều được tổ chức trên lãnh thổ lục địa Thái Lan.
- Các năm 2016, 2017, 2018, 2019, 2022 và 2023 cuộc thi lần lượt được tổ chức ở Hoa Kỳ, Việt Nam, Myanmar, Venezuela và Indonesia.

## Tổ chức Hoa hậu Hòa bình Quốc tế
Tổ chức Hoa hậu Hòa bình Quốc tế là tổ chức hiện đang sở hữu và điều hành cuộc thi Hoa hậu Hòa bình Quốc tế (Miss Grand International), Hoa hậu Hòa bình Thái Lan (Miss Grand Thailand). Trụ sở của tổ chức tại Băng Cốc. Chủ tịch hiện tại là ông Nawat Itsaragrisil. Tổ chức này có quyền bán bản quyền truyền hình cho các cuộc thi ở các nước khác.

### Danh sách các Hoa hậu của Tổ chức Hoa hậu Hòa bình Quốc tế
Dưới đây là danh sách các Hoa hậu của Tổ chức Hoa hậu Hòa bình Quốc tế qua các năm:
| Ấn bản | Hoa hậu Hòa bình Quốc tế            | Quốc gia           | Hoa hậu Hòa bình Thái Lan  | Tỉnh/thành          |
| ------ | ----------------------------------- | ------------------ | -------------------------- | ------------------- |
| 2025   |                                     |                    | Sarunrat Puagpipat         | Phuket              |
| 2024   | Christine Juliane Opiaza (thay thế) | Philippines        | Malin Chara-anan           | Phuket              |
| 2024   | Rachel Gupta[a](từ bỏ ngôi vị)      | Ấn Độ              | Malin Chara-anan           | Phuket              |
| 2023   | Luciana Fuster                      | Peru               | Thaweeporn Phingchamrat    | Chumphon            |
| 2022   | Isabella Menin                      | Brazil             | Engfa Waraha               | Băng Cốc            |
| 2021   | Nguyễn Thúc Thùy Tiên               | Việt Nam           | Indy Johnson               | Pathum Thani        |
| 2020   | Abena Appiah                        | Hoa Kỳ             | Patcharaporn Chantarapadit | Ranong              |
| 2019   | Valentina Figuera                   | Venezuela          | Arayha Suparurk            | Nakhon Phanom       |
| 2018   | Clara Sosa                          | Paraguay           | Nam–Oey Chanaphan          | Phuket              |
| 2017   | María José Lora                     | Peru               | Pamela Pasinetti           | Krabi               |
| 2016   | Ariska Putri Pertiwi                | Indonesia          | Supaporn Malisorn          | Songkhla            |
| 2015   | Claire Elizabeth Parker (thay thế)  | Úc                 | Rattikorn Kunsom           | Songkhla            |
| 2015   | Anea García[a](tước ngôi)           | Cộng hòa Dominican | Rattikorn Kunsom           | Songkhla            |
| 2014   | Daryanne Lees                       | Cuba               | Parapadsorn Vorrasirinda   | Nakhon Ratchasima   |
| 2013   | Janelee Chaparro                    | Puerto Rico        | Yada Theppanom             | Prachuap Khiri Khan |

## Danh sách đại diện Việt Nam
Chú thích
- Chiến thắng
- Á hậu
- Lọt vào chung kết hoặc bán kết

| Năm  | Nơi tổ chức | Đại diện              | Tuổi | Chiều cao              | Quê quán              | Danh hiệu quốc gia              | Thứ hạng       | Giải thưởng phụ |
| ---- | ----------- | --------------------- | ---- | ---------------------- | --------------------- | ------------------------------- | -------------- | --- |
| 2013 | Thái Lan    | Nguyễn Thị Bích Khanh | 21   | 1,68 m (5 ft 6 in)     | Tây Ninh              | Miss Ngôi sao 2012              | Không đạt giải | Không |
| 2014 | Thái Lan    | Cao Thùy Linh         | 23   | 1,74 m (5 ft 8+1⁄2 in) | Hưng Yên              | Không                           | Không          | Trang phục truyền thống đẹp nhất |
| 2015 | Thái Lan    | Nguyễn Thị Lệ Quyên   | 22   | 1,75 m (5 ft 9 in)     | Bạc Liêu              | Á khôi Áo dài Việt Nam 2014     | Không đạt giải | Không |
| 2016 | Hoa Kỳ      | Nguyễn Thị Loan       | 26   | 1,75 m (5 ft 9 in)     | Thái Bình             | Á hậu Các dân tộc Việt Nam 2013 | Top 20         | Top 10 Trang phục truyền thống đẹp nhất |
| 2017 | Việt Nam    | Nguyễn Trần Huyền My  | 22   | 1,74 m (5 ft 8+1⁄2 in) | Hà Nội                | Á hậu Việt Nam 2014             | Top 10         | Top 10 Trang phục truyền thống đẹp nhất Miss Healthy & Beauty by Dr. Thanh (Sponsor) Top 3 Front Row of Opening Top 5 Official Portraits                                                                            |
| 2018 | Myanmar     | Bùi Phương Nga        | 20   | 1,72 m (5 ft 7+1⁄2 in) | Hà Nội                | Á hậu Việt Nam 2018             | Top 10         | Miss Popular Vote Top 12 Trang phục truyền thống đẹp nhất Top 3 Most liked and shared portraits Asia & Oceania Top 5 The most attractive contestant in the preliminary                                              |
| 2019 | Venezuela   | Nguyễn Hà Kiều Loan   | 19   | 1,70 m (5 ft 7 in)     | Quảng Nam             | Á hậu Thế giới Việt Nam 2019    | Top 10         | Miss Popular Vote Top 10 Trang phục truyền thống đẹp nhất Top 10 Pre-Arrival Top 20 for Historic Crowns Fashion Show Gala                                                                                           |
| 2020 | Thái Lan    | Nguyễn Lê Ngọc Thảo   | 20   | 1,74 m (5 ft 8+1⁄2 in) | Thành phố Hồ Chí Minh | Á hậu Việt Nam 2020             | Top 20         | Top 6 Trang phục truyền thống đẹp nhất Top 20 Trình diễn áo tắm đẹp nhất Top 15 How to get to know you in 1 minute Top 20 How to eat Thai food in 2 minutes                                                         |
| 2021 | Thái Lan    | Nguyễn Thúc Thùy Tiên | 23   | 1,71 m (5 ft 7+1⁄2 in) | Thành phố Hồ Chí Minh | Á khôi Nam Bộ 2017              | Hoa hậu        | Trình diễn áo tắm đẹp nhất (Bình chọn của khán giả) Miss Grand Before Arrival Miss Grand Lottery Prizes Event Miss Grand Pageant Insider's Choice Award Trang phục truyền thống đẹp nhất Trang phục dạ hội đẹp nhất |
| 2022 | Indonesia   | Đoàn Thiên Ân         | 22   | 1,75 m (5 ft 9 in)     | Long An               | Hoa hậu Hòa bình Việt Nam 2022  | Top 20         | Country's Power of The Year Top 10 Before Arrival Trang phục truyền thống đẹp nhất (Bình chọn của khán giả) Top 10 Trình diễn áo tắm đẹp nhất                                                                       |
| 2023 | Việt Nam    | Lê Hoàng Phương       | 27   | 1,76 m (5 ft 9+1⁄2 in) | Khánh Hòa             | Hoa hậu Hòa bình Việt Nam 2023  | Á hậu 4        | Trang phục dân tộc đẹp nhất Top 18 Grand Voice Award Top 5 Before Arrival |
| 2024 | Thái Lan    | Võ Lê Quế Anh         | 23   | 1,73 m (5 ft 8 in)     | Quảng Nam             | Hoa hậu Hòa bình Việt Nam 2024  | Không đạt giải | Top 10 Pre-Arrival Top 15 Grand Voice Award Top 20 Trình diễn áo tắm đẹp nhất Top 16 Country's Power of the Year Top 10 Trang phục dân tộc đẹp nhất                                                                 |
| 2025 | Thái Lan    |                       |      |                        |                       | Hoa hậu Hòa bình Việt Nam 2025  |                | |

## Các quốc gia tham dự
| Quốc gia                    | 2013 (71)      | 2014 (85)      | 2015 (78)      | 2016 (74)      | 2017 (77)      | 2018 (75)      | 2019 (60)      | 2020 (63)      | 2021 (59)      | 2022 (68)      | 2023 (69) | 2024 (69)      | 2025 (TBA) | Số lần tham dự |
| --------------------------- | -------------- | -------------- | -------------- | -------------- | -------------- | -------------- | -------------- | -------------- | -------------- | -------------- | --------- | -------------- | ---------- | -------------- |
| Albania                     | Không tham gia | •              | •              | Không tham gia | Không tham gia | •              | •              | •              | Không tham gia | Không tham gia | •         | •              |            | 6              |
| Algérie                     | •              | Không tham gia | Không tham gia | Không tham gia | Không tham gia | Không tham gia | Không tham gia | Không tham gia | Không tham gia | Không tham gia |           |                |            | 1              |
| Angola                      | Không tham gia | Không tham gia | T20            | Không tham gia | Không tham gia | Không tham gia | Không tham gia | Không tham gia | T20            | •              | T10       | •              |            | 4              |
| Argentina                   | •              | •              | Không tham gia | Không tham gia | •              | •              | Không tham gia | T10            | •              | •              | •         | •              |            | 8              |
| Armenia                     | Không tham gia | Không tham gia | Không tham gia | Không tham gia | Không tham gia | Không tham gia | •              | Không tham gia | •              | Không tham gia |           | •              |            | 2              |
| Aruba                       | Không tham gia | Không tham gia | Không tham gia | •              | Không tham gia | Không tham gia | Không tham gia | Không tham gia | Không tham gia | Không tham gia |           |                |            | 1              |
| Úc                          | 4th            | 3rd            | 1st (D)        | T20            | T20            | T20            | T10            | Không tham gia | T20            | •              | •         | •              |            | 10             |
| Bahamas                     | Không tham gia | Không tham gia | Không tham gia | T10            | •              | Không tham gia | Không tham gia | Không tham gia | Không tham gia | Không tham gia |           |                |            | 2              |
| Bangladesh                  | Không tham gia | Không tham gia | Không tham gia | Không tham gia | Không tham gia | Không tham gia | Không tham gia | Không tham gia | •              | •              | •         |                |            | 2              |
| Bashkortostan               | Không tham gia | Không tham gia | Không tham gia | Không tham gia | Không tham gia | Không tham gia | •              | •              | Không tham gia | Không tham gia |           | Không tham gia |            | 2              |
| Belarus                     | Không tham gia | Không tham gia | •              | Không tham gia | •              | Không tham gia | •              | •              | Không tham gia | •              | •         |                |            | 6              |
| Bỉ                          | •              | •              | •              | •              | •              | •              | Không tham gia | Không tham gia | •              | •              | •         | •              |            | 9              |
| Bolivia                     | •              | •              | •              | •              | •              | •              | •              | •              | •              | •              | •         | •              |            | 11             |
| Bonaire                     |                |                |                |                |                |                |                |                |                |                | •         |                |            | 1              |
| Bosna và Hercegovina        | Không tham gia | •              | Không tham gia | Không tham gia | Không tham gia | Không tham gia | Không tham gia | Không tham gia | Không tham gia | Không tham gia |           |                |            | 1              |
| Botswana                    | Không tham gia | •              | Không tham gia | Không tham gia | Không tham gia | Không tham gia | Không tham gia | Không tham gia | Không tham gia | Không tham gia |           |                |            | 1              |
| Brazil                      | T10            | T20            | T10            | •              | T10            | T20            | 4th            | 4th            | 2nd            | MGI2022        | •         | 4th            |            | 11             |
| Bulgaria                    | Không tham gia | Không tham gia | •              | Không tham gia | •              | •              | •              | •              | Không tham gia | Không tham gia |           |                |            | 5              |
| Campuchia                   | Không tham gia | •              | •              | Không tham gia | •              | •              | Không tham gia | T20            | T10            | 5th            | •         |                |            | 8              |
| Cameroon                    | Không tham gia | •              | Không tham gia | Không tham gia | Không tham gia | Không tham gia | Không tham gia | Không tham gia | Không tham gia | Không tham gia |           | •              |            | 1              |
| Canada                      | •              | 2nd            | •              | •              | •              | •              | •              | •              | •              | •              | •         | •              |            | 11             |
| Cape Verde                  | Không tham gia | Không tham gia | Không tham gia | Không tham gia | Không tham gia | •              | Không tham gia | Không tham gia | Không tham gia | Không tham gia |           |                |            | 1              |
| Chile                       | Không tham gia | •              | Không tham gia | Không tham gia | •              | •              | T20            | •              | •              | •              | •         | •              |            | 8              |
| Trung Quốc                  | T20            | •              | •              | •              | T20            | •              | •              | •              | Không tham gia | •              |           | •              |            | 9              |
| Colombia                    | T20            | 4th            | •              | •              | •              | •              | T20            | •              | T20            | 5th            | 2nd       | T20            |            | 11             |
| Quần đảo Cook               | Không tham gia | Không tham gia | Không tham gia | Không tham gia | Không tham gia | •              | Không tham gia | Không tham gia | Không tham gia | Không tham gia |           |                |            | 1              |
| Costa Rica                  | Không tham gia | •              | T10            | •              | T20            | T20            | T20            | •              | T10            | •              | •         |                |            | 10             |
| Crimea                      | Không tham gia | Không tham gia | Không tham gia | Không tham gia | Không tham gia | Không tham gia | Không tham gia | •              | Không tham gia | •              |           |                |            | 1              |
| Cuba                        | T10            | MGI2014        | •              | T20            | •              | T20            | •              | •              | •              | •              | •         | •              |            | 11             |
| Curaçao                     | Không tham gia | •              | Không tham gia | Không tham gia | Không tham gia | Không tham gia | •              | Không tham gia | •              | T20            |           | T20            |            | 4              |
| Séc                         | •              | •              | T20            | •              | 4th            | •              | T20            | T10            | •              | 4th            | T20       | •              |            | 11             |
| Đan Mạch                    | Không tham gia | Không tham gia | •              | •              | •              | •              | Không tham gia | Không tham gia | Không tham gia | T20            | •         | •              |            | 6              |
| Cộng hòa Dominican          | 1st            | •              | MGI2015 (D)    | •              | •              | T10            | T20            | T20            | T20            | T20            | 5th       | 5th            |            | 11             |
| Ecuador                     | T20            | •              | Không tham gia | •              | •              | •              | T10            | •              | 1st            | •              | •         | •              |            | 10             |
| Ai Cập                      | •              | Không tham gia | •              | •              | •              | Không tham gia | •              | •              | •              | Không tham gia | •         | •              |            | 8              |
| El Salvador                 | •              | Không tham gia | Không tham gia | Không tham gia | Không tham gia | •              | •              | T20            | •              | •              | •         | T20            |            | 7              |
| Anh                         | •              | Không tham gia | •              | •              | •              | •              | Không tham gia | T20            | Không tham gia | Không tham gia |           |                |            | 6              |
| Estonia                     | •              | •              | •              | •              | •              | •              | •              | Không tham gia | Không tham gia | Không tham gia |           |                |            | 7              |
| Ethiopia                    | •              | 1st (D)        | •              | •              | •              | •              | Không tham gia | Không tham gia | Không tham gia | Không tham gia |           |                |            | 6              |
| Fiji                        | Không tham gia | Không tham gia | Không tham gia | Không tham gia | •              | Không tham gia | Không tham gia | Không tham gia | Không tham gia | Không tham gia |           |                |            | 1              |
| Phần Lan                    | •              | •              | Không tham gia | Không tham gia | •              | •              | Không tham gia | •              | Không tham gia | Không tham gia |           |                |            | 5              |
| Pháp                        | •              | •              | T20            | •              | •              | Không tham gia | •              | •              | T20            | •              | T20       | 3rd            |            | 10             |
| Georgia                     | •              | Không tham gia | Không tham gia | Không tham gia | Không tham gia | Không tham gia | Không tham gia | Không tham gia | Không tham gia | Không tham gia |           |                |            | 1              |
| Đức                         | •              | •              | Không tham gia | Không tham gia | •              | •              | •              | •              | T20            | •              | •         | •              |            | 9              |
| Ghana                       | Không tham gia | Không tham gia | •              | Không tham gia | Không tham gia | •              | Không tham gia | Không tham gia | Không tham gia | •              | •         | •              |            | 4              |
| Gibraltar                   |                |                |                |                |                |                |                |                |                |                | •         | •              |            | 1              |
| Hy Lạp                      | •              | •              | Không tham gia | Không tham gia | Không tham gia | Không tham gia | Không tham gia | Không tham gia | Không tham gia | Không tham gia | •         | •              |            | 3              |
| Guadeloupe                  | •              | Không tham gia | Không tham gia | Không tham gia | •              | •              | •              | Không tham gia | Không tham gia | Không tham gia |           |                |            | 4              |
| Guam                        | Không tham gia | •              | Không tham gia | Không tham gia | Không tham gia | Không tham gia | Không tham gia | Không tham gia | Không tham gia | Không tham gia |           |                |            | 1              |
| Guatemala                   | •              | Không tham gia | •              | •              | •              | Không tham gia | T20            | 2nd            | •              | •              | •         | T20            |            | 9              |
| Guinée                      | •              | Không tham gia | Không tham gia | Không tham gia | Không tham gia | Không tham gia | Không tham gia | Không tham gia | Không tham gia | Không tham gia |           |                |            | 1              |
| Guyana                      | Không tham gia | Không tham gia | •              | Không tham gia | Không tham gia | Không tham gia | Không tham gia | Không tham gia | Không tham gia | Không tham gia |           |                |            | 1              |
| Haiti                       | Không tham gia | T10            | •              | Không tham gia | •              | •              | •              | Không tham gia | •              | •              | •         | •              |            | 8              |
| Honduras                    | •              | Không tham gia | •              | Không tham gia | Không tham gia | Không tham gia | Không tham gia | Không tham gia | •              | T20            | T20       | •              |            | 5              |
| Hồng Kông                   | Không tham gia | •              | •              | •              | •              | •              | Không tham gia | Không tham gia | •              | •              | •         |                |            | 8              |
| Hungary                     | •              | •              | •              | •              | •              | Không tham gia | Không tham gia | Không tham gia | Không tham gia | Không tham gia |           |                |            | 5              |
| Ấn Độ                       | •              | •              | 2nd (D)        | •              | T20            | 1st            | •              | •              | T20            | •              | T20       | MGI2024        |            | 11             |
| Indonesia                   | •              | T10            | •              | MGI2016        | T10            | 2nd            | •              | 3rd            | T10            | 2nd            | 5th       | 5th            |            | 11             |
| Iran                        | Không tham gia | •              | •              | Không tham gia | Không tham gia | Không tham gia | Không tham gia | •              | Không tham gia | Không tham gia |           |                |            | 3              |
| Iraq                        | Không tham gia | Không tham gia | Không tham gia | •              | Không tham gia | Không tham gia | Không tham gia | Không tham gia | Không tham gia | Không tham gia |           |                |            | 1              |
| Ireland                     | Không tham gia | Không tham gia | Không tham gia | Không tham gia | Không tham gia | Không tham gia | T20            | •              | Không tham gia | •              | •         |                |            | 4              |
| Israel                      | Không tham gia | T20            | •              | Không tham gia | Không tham gia | Không tham gia | Không tham gia | Không tham gia | Không tham gia | Không tham gia |           |                |            | 2              |
| Ý                           | •              | Không tham gia | •              | •              | Không tham gia | Không tham gia | •              | •              | •              | •              | •         |                |            | 8              |
| Bờ Biển Ngà                 | Không tham gia | •              | Không tham gia | Không tham gia | Không tham gia | Không tham gia | Không tham gia | Không tham gia | Không tham gia | Không tham gia |           |                |            | 1              |
| Jamaica                     | Không tham gia | Không tham gia | Không tham gia | T20            | •              | •              | Không tham gia | •              | Không tham gia | •              |           |                |            | 5              |
| Nhật Bản                    | •              | T20            | T10            | •              | •              | 4th            | T20            | T20            | •              | •              | •         | T20            |            | 11             |
| Kazakhstan                  | •              | •              | Không tham gia | Không tham gia | Không tham gia | T20            | Không tham gia | Không tham gia | Không tham gia | Không tham gia |           |                |            | 3              |
| Kenya                       | •              | Không tham gia | •              | Không tham gia | Không tham gia | Không tham gia | Không tham gia | T20            | Không tham gia | Không tham gia |           |                |            | 3              |
| Hàn Quốc                    | •              | •              | •              | T10            | •              | •              | Không tham gia | •              | •              | •              | •         |                |            | 10             |
| Kosovo                      | •              | •              | Không tham gia | Không tham gia | Không tham gia | •              | Không tham gia | •              | Không tham gia | Không tham gia | •         |                |            | 5              |
| Kurdistan                   | Không tham gia | •              | Không tham gia | Không tham gia | Không tham gia | Không tham gia | Không tham gia | Không tham gia | Không tham gia | Không tham gia |           |                |            | 1              |
| Lào                         | Không tham gia | Không tham gia | Không tham gia | Không tham gia | T20            | •              | Không tham gia | •              | •              | •              | T20       |                |            | 6              |
| Latvia                      | T10            | Không tham gia | Không tham gia | •              | Không tham gia | Không tham gia | •              | Không tham gia | Không tham gia | Không tham gia |           |                |            | 3              |
| Liban                       | •              | •              | Không tham gia | Không tham gia | •              | •              | •              | Không tham gia | Không tham gia | Không tham gia |           |                |            | 5              |
| Liberia                     | Không tham gia | Không tham gia | Không tham gia | Không tham gia | Không tham gia | Không tham gia | Không tham gia | Không tham gia | •              | Không tham gia |           |                |            | 1              |
| Lithuania                   | Không tham gia | Không tham gia | Không tham gia | •              | •              | Không tham gia | Không tham gia | Không tham gia | Không tham gia | Không tham gia |           |                |            | 2              |
| Luxembourg                  | Không tham gia | •              | Không tham gia | •              | Không tham gia | Không tham gia | Không tham gia | Không tham gia | Không tham gia | Không tham gia |           |                |            | 2              |
| Ma Cao                      | •              | •              | •              | T10            | •              | •              | •              | Không tham gia | Không tham gia | Không tham gia |           |                |            | 7              |
| Bắc Macedonia               | T20            | Không tham gia | •              | Không tham gia | Không tham gia | Không tham gia | Không tham gia | Không tham gia | Không tham gia | Không tham gia |           |                |            | 2              |
| Malaysia                    | •              | •              | •              | T20            | •              | •              | •              | T10            | T20            | •              | •         | T20            |            | 11             |
| Malta                       | Không tham gia | •              | •              | •              | Không tham gia | Không tham gia | Không tham gia | Không tham gia | Không tham gia | Không tham gia |           |                |            | 3              |
| Mauritius                   | Không tham gia | •              | Không tham gia | •              | Không tham gia | Không tham gia | •              | •              | •              | 5th (D)        |           |                |            | 6              |
| Mexico                      | •              | T20            | T20            | T20            | T20            | T10            | 1st            | T20            | •              | T20            | •         | T20            |            | 11             |
| Moldova                     | •              | Không tham gia | •              | •              | Không tham gia | •              | Không tham gia | Không tham gia | Không tham gia | Không tham gia |           |                |            | 4              |
| Mông Cổ                     | •              | •              | •              | Không tham gia | •              | •              | Không tham gia | Không tham gia | Không tham gia | •              |           |                |            | 6              |
| Mozambique                  | Không tham gia | Không tham gia | Không tham gia | Không tham gia | Không tham gia | Không tham gia | Không tham gia | Không tham gia | Không tham gia | •              |           |                |            | 1              |
| Myanmar                     | T20            | •              | •              | •              | •              | •              | •              | T20            | T20            | •              | 1st       | 2nd (D)        |            | 11             |
| Namibia                     | •              | Không tham gia | •              | Không tham gia | Không tham gia | Không tham gia | Không tham gia | Không tham gia | Không tham gia | Không tham gia |           |                |            | 2              |
| Nepal                       | •              | •              | •              | Không tham gia | •              | •              | •              | •              | •              | •              | •         |                |            | 10             |
| Hà Lan                      | T20            | •              | T20            | •              | T20            | •              | •              | •              | T20            | •              | 5th       |                |            | 11             |
| New Zealand                 | •              | •              | Không tham gia | •              | •              | T20            | Không tham gia | Không tham gia | Không tham gia | Không tham gia |           |                |            | 5              |
| Nicaragua                   | Không tham gia | •              | Không tham gia | •              | •              | Không tham gia | •              | •              | •              | •              | •         |                |            | 8              |
| Nigeria                     | Không tham gia | •              | •              | •              | •              | Không tham gia | •              | •              | T20            | T20            | T20       |                |            | 9              |
| Bắc Ireland                 | Không tham gia | Không tham gia | Không tham gia | Không tham gia | •              | Không tham gia | Không tham gia | Không tham gia | •              | Không tham gia |           |                |            | 2              |
| Na Uy                       | •              | •              | •              | •              | Không tham gia | •              | Không tham gia | Không tham gia | Không tham gia | Không tham gia |           |                |            | 5              |
| Pakistan                    | T20            | •              | Không tham gia | Không tham gia | Không tham gia | Không tham gia | Không tham gia | Không tham gia | •              | •              |           |                |            | 4              |
| Panamá                      | Không tham gia | •              | •              | •              | •              | •              | 3rd            | T20            | •              | •              | •         |                |            | 10             |
| Paraguay                    | •              | •              | Không tham gia | •              | T20            | MGI2018        | T20            | •              | •              | T20            | •         | T20            |            | 10             |
| Perú                        | Không tham gia | T20            | •              | T10            | MGI2017        | T20            | T10            | T20            | •              | T20            | MGI2023   | 5th            |            | 10             |
| Philippines                 | 3rd            | •              | 3rd            | 1st            | 2nd            | •              | •              | 1st            | •              | 5th            | •         | 1st            |            | 11             |
| Ba Lan                      | •              | T10            | T20            | •              | Không tham gia | •              | •              | •              | Không tham gia | •              |           |                |            | 8              |
| Bồ Đào Nha                  | •              | •              | •              | T20            | •              | •              | •              | •              | •              | •              | •         |                |            | 11             |
| Puerto Rico                 | MGI2013        | T20            | T20            | 3rd            | 3rd            | 3rd            | T10            | T10            | 3rd            | 5th            | T20       |                |            | 11             |
| Réunion                     | Không tham gia | Không tham gia | Không tham gia | Không tham gia | Không tham gia | Không tham gia | •              | Không tham gia | Không tham gia | Không tham gia |           |                |            | 1              |
| România                     | •              | •              | •              | •              | Không tham gia | Không tham gia | •              | Không tham gia | Không tham gia | Không tham gia | •         |                |            | 6              |
| Nga                         | •              | T10            | •              | •              | T20            | T20            | •              | •              | •              | •              | •         |                |            | 11             |
| Rwanda                      | Không tham gia | Không tham gia | Không tham gia | •              | Không tham gia | Không tham gia | Không tham gia | Không tham gia | Không tham gia | Không tham gia |           |                |            | 1              |
| Samoa                       | Không tham gia | •              | Không tham gia | Không tham gia | Không tham gia | Không tham gia | Không tham gia | Không tham gia | Không tham gia | Không tham gia |           |                |            | 1              |
| Scotland                    | Không tham gia | Không tham gia | Không tham gia | •              | •              | •              | Không tham gia | •              | Không tham gia | Không tham gia |           |                |            | 4              |
| Serbia                      | •              | Không tham gia | Không tham gia | Không tham gia | •              | Không tham gia | Không tham gia | Không tham gia | Không tham gia | Không tham gia |           |                |            | 2              |
| Seychelles                  |                |                |                |                |                |                |                |                |                |                | •         |                |            | 1              |
| Siberia                     | Không tham gia | Không tham gia | Không tham gia | Không tham gia | Không tham gia | Không tham gia | Không tham gia | Không tham gia | •              | Không tham gia |           |                |            | 1              |
| Sierra Leone                | Không tham gia | Không tham gia | Không tham gia | Không tham gia | •              | •              | Không tham gia | Không tham gia | Không tham gia | Không tham gia |           |                |            | 2              |
| Singapore                   | Không tham gia | •              | •              | •              | Không tham gia | Không tham gia | Không tham gia | Không tham gia | Không tham gia | •              | •         |                |            | 5              |
| Slovakia                    | 2nd            | •              | •              | •              | •              | Không tham gia | Không tham gia | Không tham gia | Không tham gia | Không tham gia |           |                |            | 5              |
| Nam Phi                     | Không tham gia | Không tham gia | •              | •              | •              | •              | T20            | •              | 4th            | •              | •         |                |            | 9              |
| Nam Sudan                   | Không tham gia | •              | •              | •              | T10            | Không tham gia | Không tham gia | Không tham gia | Không tham gia | Không tham gia | •         |                |            | 5              |
| Tây Ban Nha                 | •              | •              | T10            | T20            | •              | T10            | T20            | •              | T10            | 5th            | T20       | 5th            |            | 11             |
| Sri Lanka                   | T10            | T20            | T10            | •              | •              | T20            | Không tham gia | •              | •              | •              | •         |                |            | 10             |
| Saint Vincent và Grenadines | Không tham gia | •              | Không tham gia | Không tham gia | Không tham gia | Không tham gia | Không tham gia | Không tham gia | Không tham gia | Không tham gia |           |                |            | 1              |
| Suriname                    | Không tham gia | •              | •              | •              | Không tham gia | •              | Không tham gia | Không tham gia | Không tham gia | Không tham gia |           |                |            | 4              |
| Thụy Điển                   | Không tham gia | •              | •              | Không tham gia | •              | T20            | •              | •              | •              | Không tham gia |           |                |            | 7              |
| Thụy Sĩ                     | •              | Không tham gia | Không tham gia | •              | Không tham gia | Không tham gia | Không tham gia | Không tham gia | Không tham gia | Không tham gia | •         |                |            | 3              |
| Tahiti                      | Không tham gia | •              | Không tham gia | T20            | Không tham gia | Không tham gia | Không tham gia | Không tham gia | Không tham gia | Không tham gia |           |                |            | 2              |
| Đài Loan                    | Không tham gia | •              | •              | •              | Không tham gia | •              | Không tham gia | Không tham gia | Không tham gia | Không tham gia | •         |                |            | 5              |
| Tanzania                    | Không tham gia | •              | Không tham gia | Không tham gia | •              | •              | Không tham gia | Không tham gia | Không tham gia | Không tham gia |           |                |            | 3              |
| Tatarstan                   | Không tham gia | Không tham gia | Không tham gia | Không tham gia | •              | •              | Không tham gia | Không tham gia | Không tham gia | Không tham gia |           |                |            | 2              |
| Thái Lan                    | T20            | T10            | 4th            | 2nd            | T10            | T20            | 2nd            | T10            | •              | 1st            | 5th       | T20            |            | 11             |
| Tonga                       | Không tham gia | Không tham gia | •              | Không tham gia | Không tham gia | Không tham gia | Không tham gia | Không tham gia | Không tham gia | Không tham gia |           |                |            | 1              |
| Trinidad và Tobago          |                |                |                |                |                |                |                |                |                |                | •         |                |            | 1              |
| Thổ Nhĩ Kỳ                  | Không tham gia | Không tham gia | Không tham gia | •              | Không tham gia | Không tham gia | Không tham gia | Không tham gia | Không tham gia | •              | •         |                |            | 3              |
| Turkmenistan                | •              | Không tham gia | Không tham gia | Không tham gia | Không tham gia | Không tham gia | Không tham gia | Không tham gia | Không tham gia | Không tham gia |           |                |            | 1              |
| Tunisia                     | Không tham gia | Không tham gia | •              | Không tham gia | Không tham gia | Không tham gia | Không tham gia | Không tham gia | Không tham gia | Không tham gia |           |                |            | 1              |
| Uganda                      | •              | Không tham gia | •              | Không tham gia | •              | Không tham gia | Không tham gia | Không tham gia | Không tham gia | •              |           |                |            | 4              |
| Ukraina                     | Không tham gia | T20            | T20            | T10            | T10            | •              | •              | Không tham gia | Không tham gia | •              | T20       |                |            | 8              |
| Vương quốc Anh              | Không tham gia | T20            | Không tham gia | Không tham gia | Không tham gia | Không tham gia | Không tham gia | Không tham gia | Không tham gia | T20            | •         | 5th            |            | 3              |
| Hoa Kỳ                      | T20            | •              | T20            | 4th            | •              | •              | •              | MGI2020        | •              | •              | 3th       |                |            | 11             |
| Uruguay                     | Không tham gia | Không tham gia | Không tham gia | •              | Không tham gia | Không tham gia | Không tham gia | •              | Không tham gia | Không tham gia |           |                |            | 2              |
| Quần đảo Virgin (Mỹ)        | Không tham gia | •              | •              | Không tham gia | •              | •              | Không tham gia | Không tham gia | Không tham gia | Không tham gia | •         | T20            |            | 5              |
| Uzbekistan                  |                |                |                |                |                |                |                |                |                |                | T20       |                |            | 1              |
| Venezuela                   | T10            | T20            | T20            | T20            | 1st            | T10            | MGI2019        | •              | T10            | 3rd            | •         |                |            | 11             |
| Việt Nam                    | •              | •              | •              | T20            | T10            | T10            | T10            | T20            | MGI2021        | T20            | 4th       | •              |            | 11             |
| Wales                       | •              | Không tham gia | •              | T20            | •              | •              | Không tham gia | •              | Không tham gia | Không tham gia |           |                |            | 6              |
| Zambia                      | Không tham gia | Không tham gia | Không tham gia | Không tham gia | Không tham gia | •              | Không tham gia | Không tham gia | Không tham gia | Không tham gia |           |                |            | 1              |
| Zimbabwe                    | T20            | •              | Không tham gia | Không tham gia | Không tham gia | Không tham gia | Không tham gia | Không tham gia | Không tham gia | Không tham gia |           |                |            | 2              |

Ghi chú
- : Hoa hậu Hòa bình Quốc tế
- : Á hậu 1, 2, 3, 4, 5
- : Top 10, 20
- : Truất ngôi
- : Không tham gia

## Hình ảnh

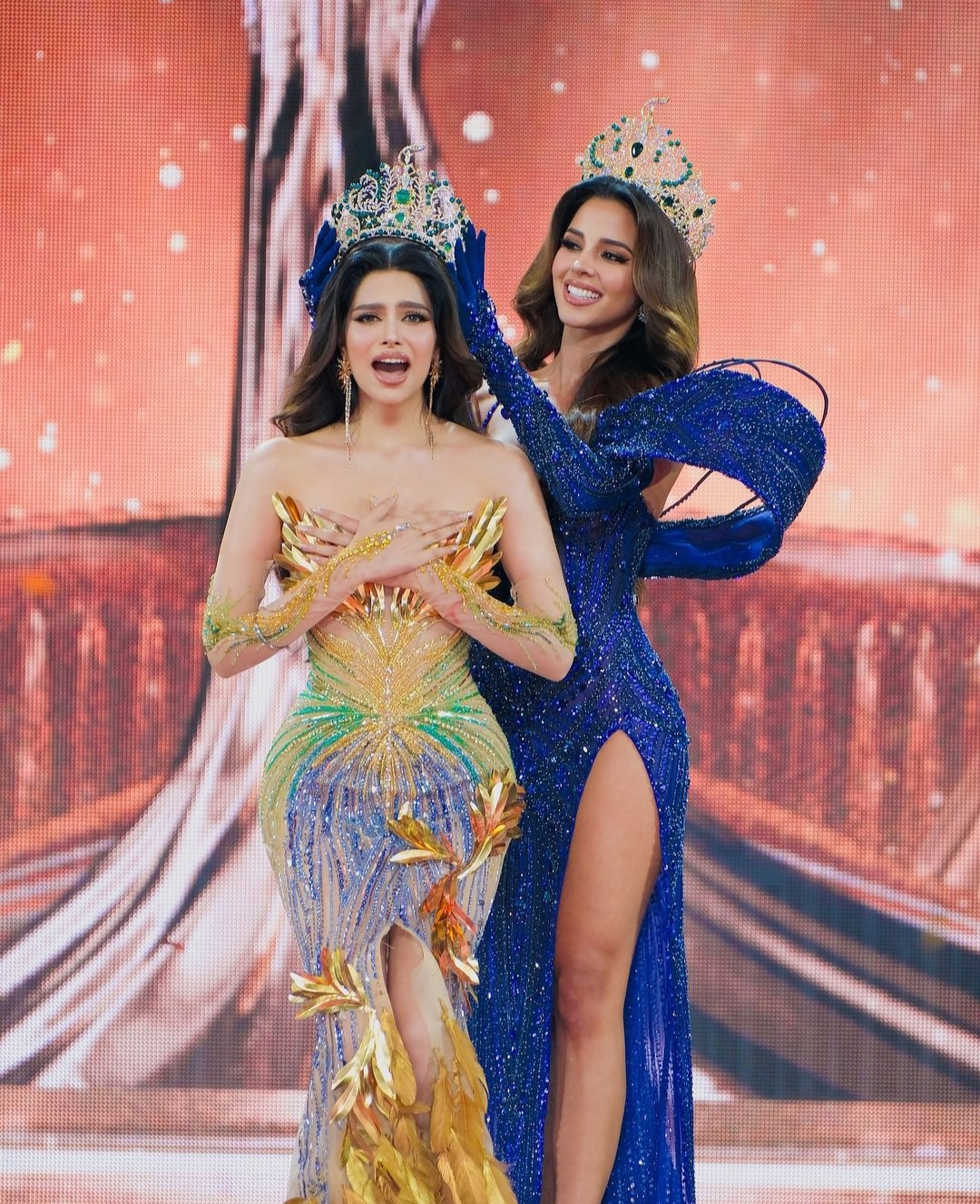
Hoa hậu Hòa bình Quốc tế 2024 Christine Juliane Opiaza Philippines
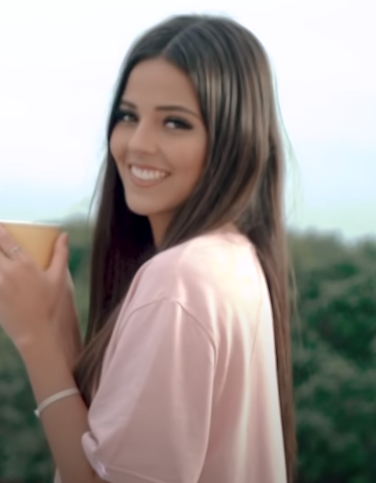
Hoa hậu Hòa bình Quốc tế 2023 Luciana Fuster Peru
Hoa hậu Hòa bình Quốc tế 2022 Isabella Menin Brazil
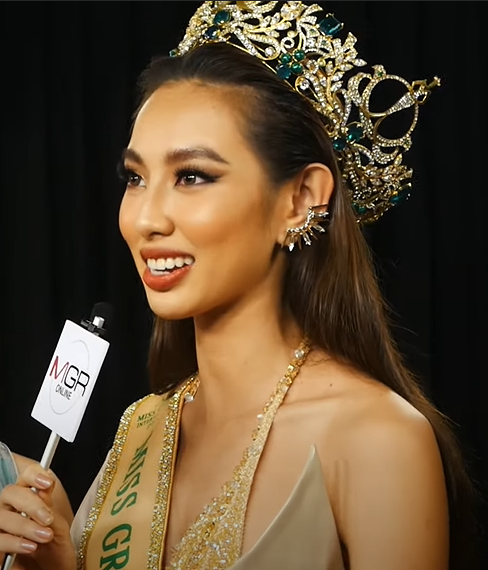
Hoa hậu Hòa bình Quốc tế 2021 Nguyễn Thúc Thùy Tiên Việt Nam
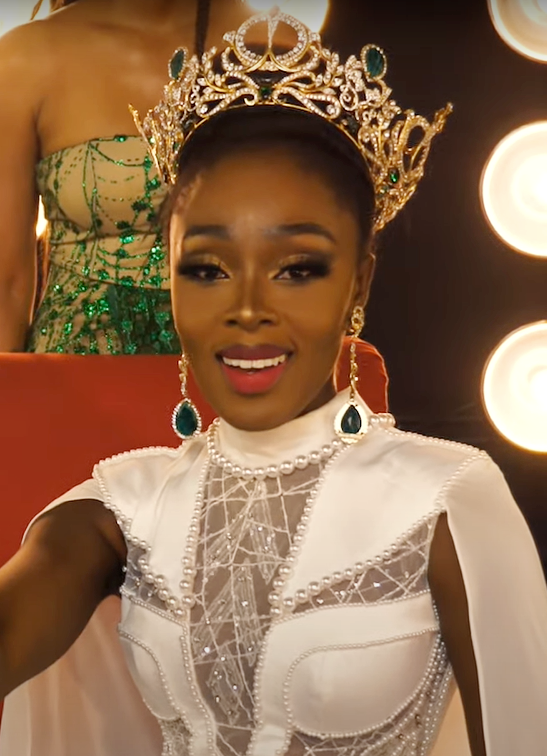
Hoa hậu Hòa bình Quốc tế 2020 Abena Appiah Hoa Kỳ
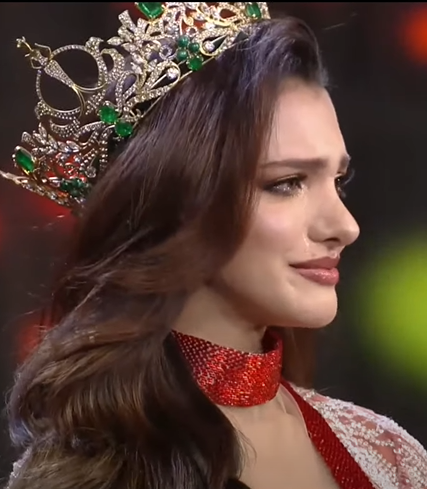
Hoa hậu Hòa bình Quốc tế 2019 Valentina Figuera Venezuela
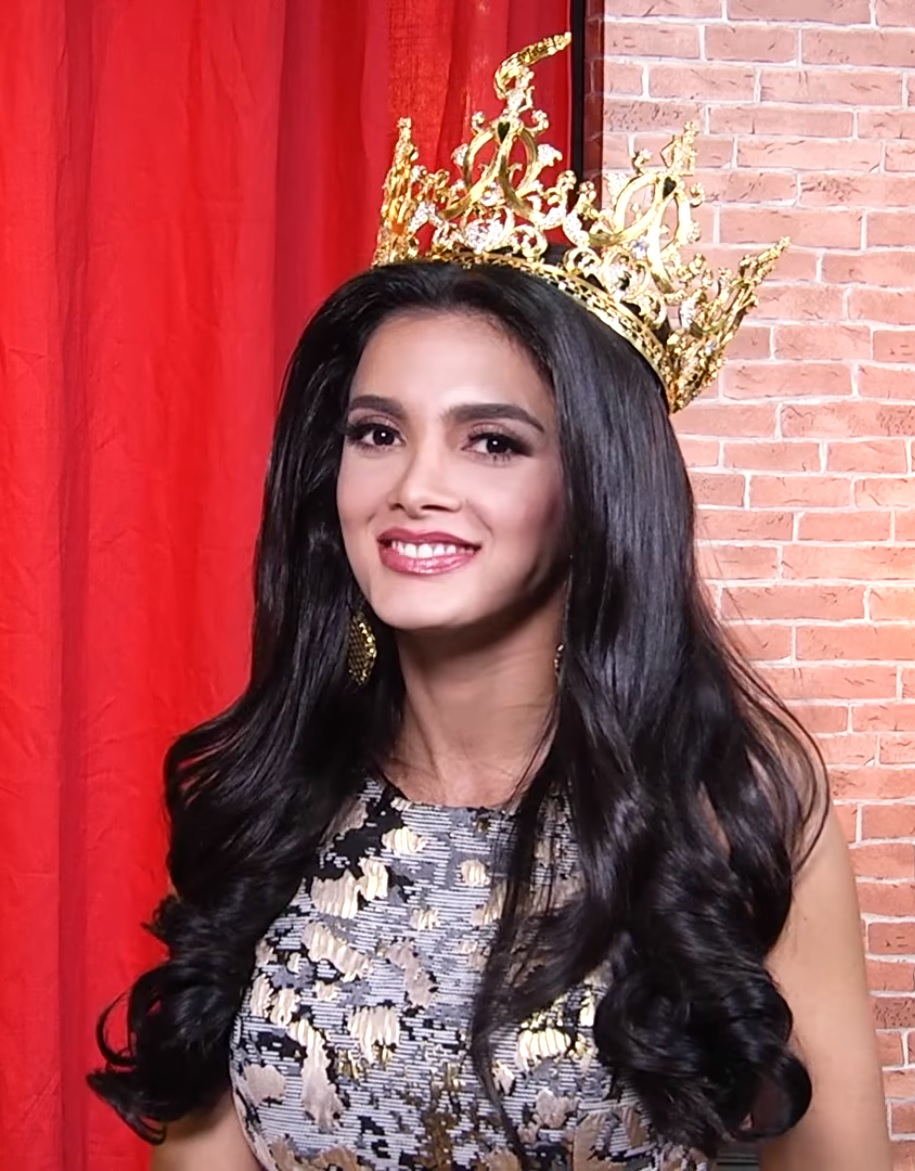
Hoa hậu Hòa bình Quốc tế 2018 Clara Sosa Paraguay
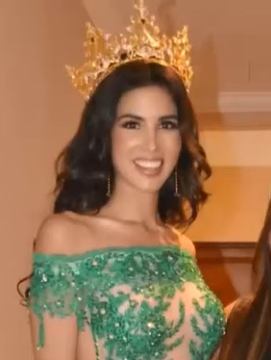
Hoa hậu Hòa bình Quốc tế 2017 María José Lora Peru
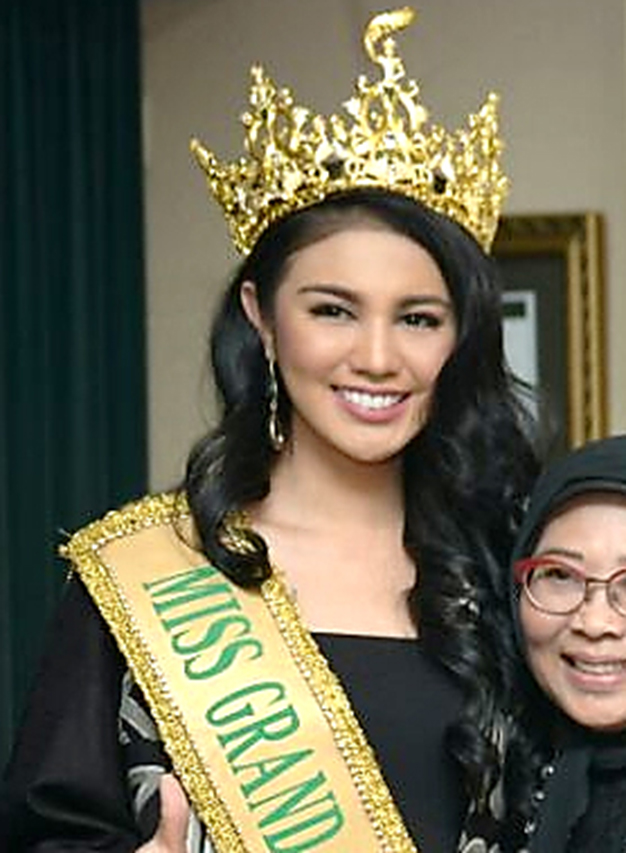
Hoa hậu Hòa bình Quốc tế 2016 Ariska Putri Pertiwi Indonesia
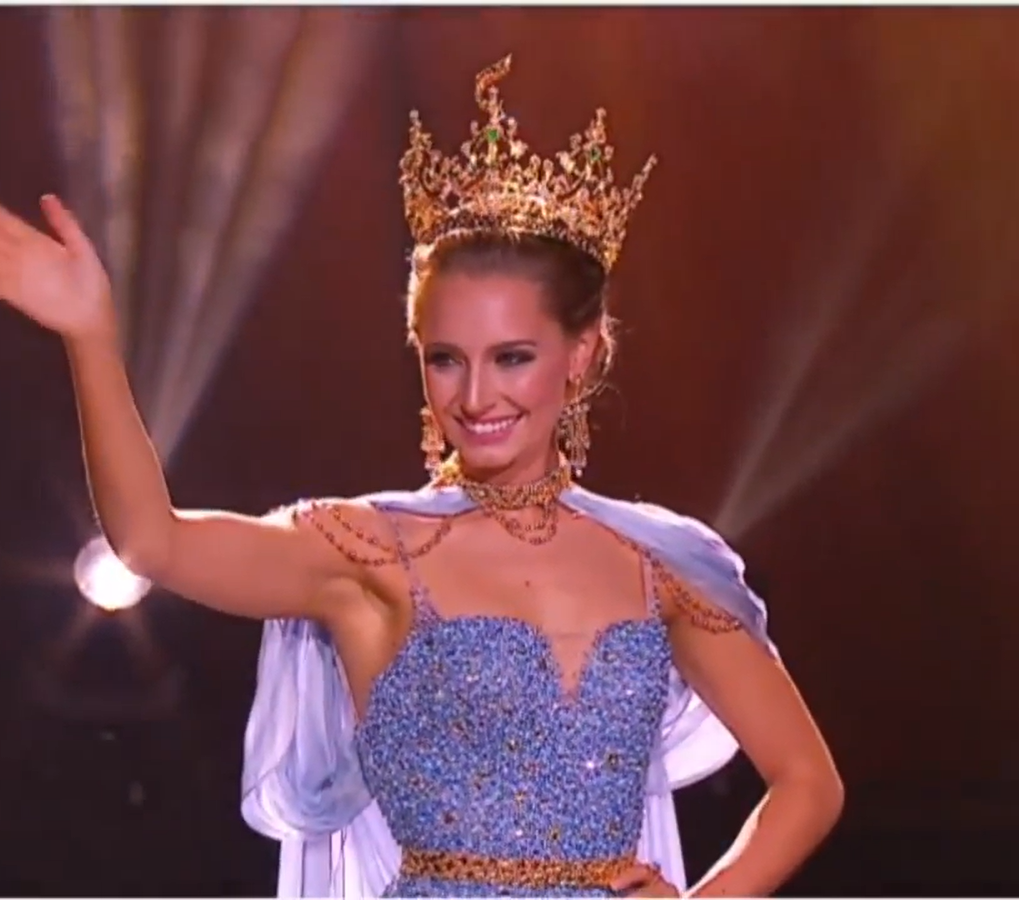
Hoa hậu Hòa bình Quốc tế 2015 Claire Elizabeth Parker (đã phế truất) Úc
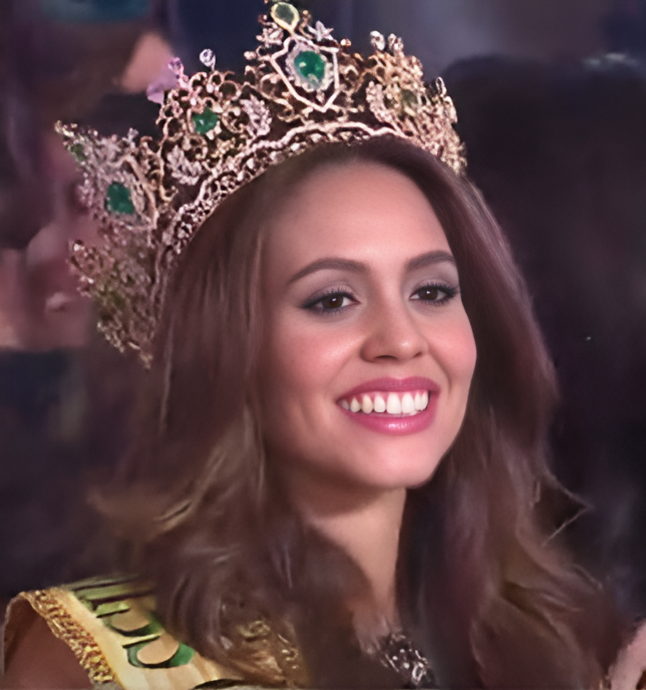
Hoa hậu Hòa bình Quốc tế 2014 Daryanne Lees Cuba
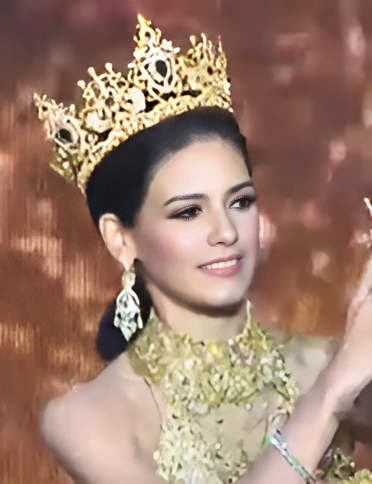
Hoa hậu Hòa bình Quốc tế 2013 Janelee Chaparro Puerto Rico

## Số lần chiến thắng

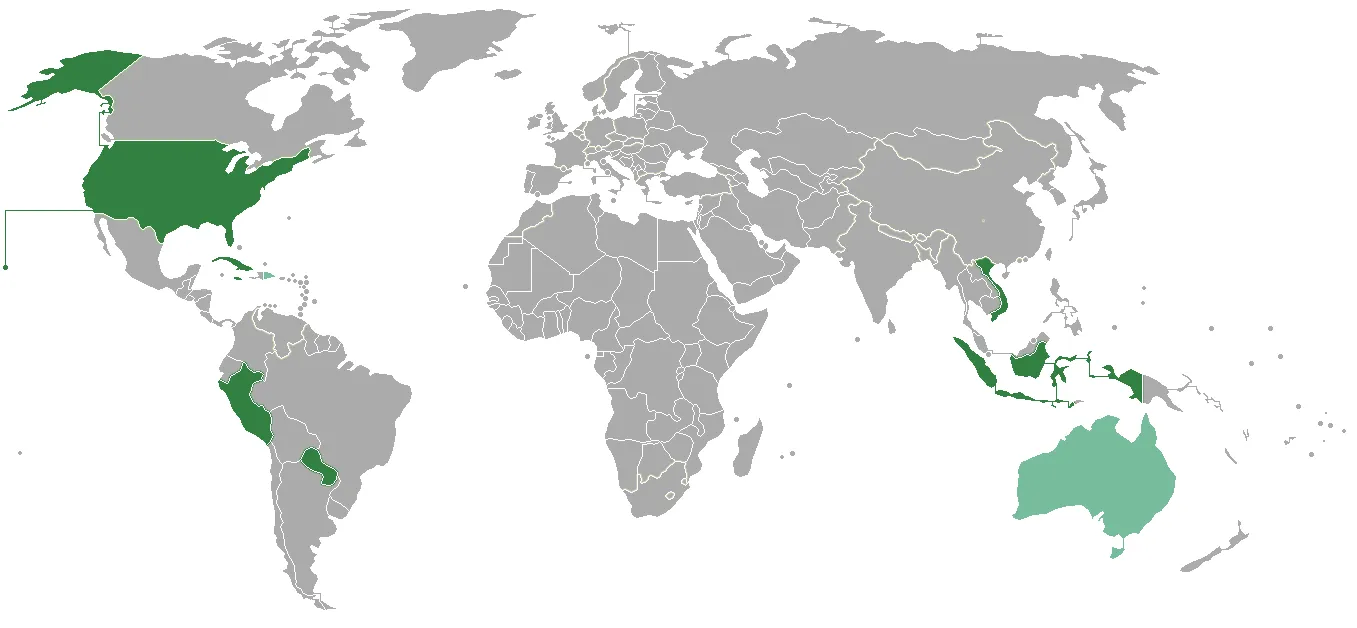
Bản đồ biểu thị màu sắc các Quốc gia/Lãnh thổ chiến thắng cuộc thi Hoa hậu Hòa bình Quốc tế:
Chiến thắng 1 lần
Bị truất ngôi

| Quốc gia/Lãnh thổ  | Năm                        | Số lần |
| ------------------ | -------------------------- | ------ |
| Perú               | 2017, 2023                 | 2      |
| 🇵🇭Philipines       | 2024                       |        |
| Ấn Độ              | 2024                       | 1      |
| Brazil             | 2022                       | 1      |
| Việt Nam           | 2021                       | 1      |
| Hoa Kỳ             | 2020                       | 1      |
| Venezuela          | 2019                       | 1      |
| Paraguay           | 2018                       | 1      |
| Indonesia          | 2016                       | 1      |
| Úc                 | 2015 (Thay thế/Truất ngôi) | 1      |
| Cộng hòa Dominican | 2015 (Truất ngôi)          | 1      |
| Cuba               | 2014                       | 1      |
| Puerto Rico        | 2013                       | 1      |